# Großaga
Großaga bildet zusammen mit Kleinaga, Lessen, Reichenbach und Seligenstädt den 16,38 km² großen Ortsteil Aga der Stadt Gera in Thüringen mit insgesamt 1734 Einwohnern (Stand 31. Dezember 2011).

## Geographie
Großaga ist im Norden der Stadt Gera inmitten von Wäldchen und Bachläufen gelegen. Es grenzt nördlich an Lonzig im Burgenlandkreis in Sachsen-Anhalt.

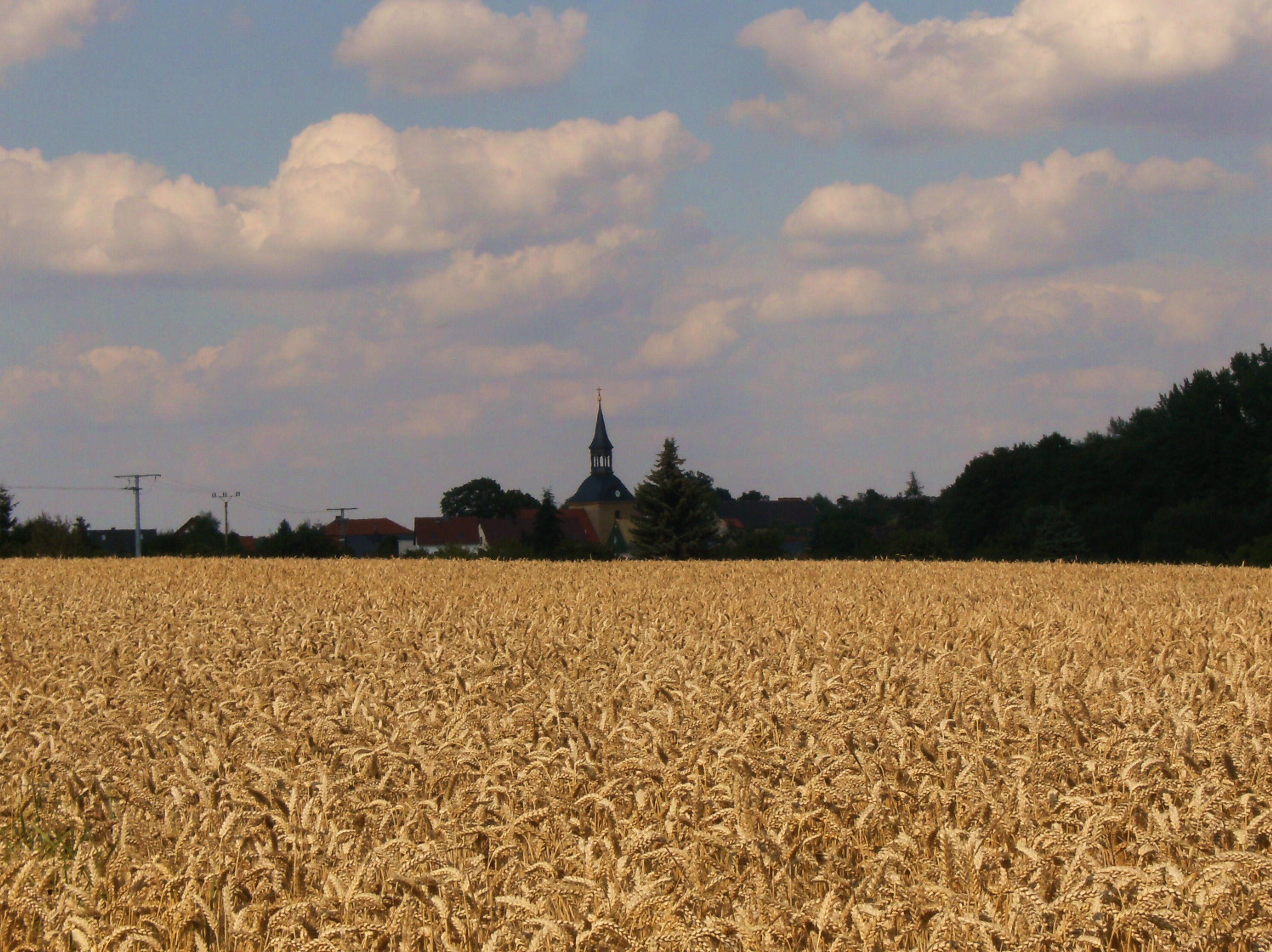
Ortsansicht

## Geschichte
Den Quellen nach ist Großaga eine deutsche Folgegründung der älteren sorbischen Siedlung Kleinaga. Die älteste bekannte urkundliche Erwähnung findet es 1248 mit einem Heinricus de Ogau, zum Ritterstand der Landesherrschaft Reuß jüngere Linie gehörig. In späteren Urkunden findet man den Ort als Grossen Agow (1364), Agowe (dito), Agaw (1518), großen agaw bzw. major agaw (1533). Im neunzehnten und zwanzigsten Jahrhundert sind auch die Schreibweisen Groß Agau und Groß Aga üblich.
An der Stelle des ehemaligen Kammergutes lag die Burg Aga. Schlitzscharten im Keller der südlichen Gebäudefront des Gutes sind noch erhalten. Ein Graben mit Zugbrücke schützte die erweiterte Anlage. 1259 ist in einer Urkunde des Burggrafen von Kirchberg ein Heinrich von Aga beurkundet.
Bis zum Jahr 1712 ist der Ort Rittersitz, letzter Herr auf Großaga ist Hans Friedrich von Wolframsdorf. 1715 erwirbt Heinrich XIII. Graf Reuß zu Untergreiz das völlig verschuldete Gut von den Erben, fortan ist es reußisches Kammergut.
Großaga war über die Jahrhunderte Pfarrort auch für Kleinaga, Lessen und Reichenbach, später auch Seligenstädt. Seit 2003 ist es Pfarrvikarie der Evangelischen Pfarrei Langenberg. Der Pfarrort Großaga besaß früher ein jährliches Marktrecht, bei welchen auch Ablasspredigten üblich waren, sodass sich für diesen Markt der Name „Agaischer Ablassmarkt“ (Appelsmarkt) prägte. Er war weithin bekannt, doch auch wenn eine Flurbezeichnung bis 1870 den Namen Tetzelscher Markt trug, gibt es für ein Auftreten dieses berühmt-berüchtigten Ablasspredigers in Aga keinerlei Belege. Darüber war ob des langjährigen Festhaltens am katholischen Glauben des damaligen Rittergutsbesitzers Krieg von Etzdorf Aga die letzte Gemeinde der reußischen Lande, die lutherisch reformiert wurde. Gegen die Märkte der umliegenden größeren Orte und Städte Gera, Langenberg und Zeitz konnte sich Aga letztlich nicht behaupten.
Nach verheerenden Bränden schafften die Gemeinden des Pfarrsprengels Großaga bereits 1812 eine gemeinsame Feuerspritze an.
1922 wurde in Henschels Gasthof ein Kino eingerichtet.
Unter seinem letzten Pächter vor der Enteignung 1945 wird das mittlerweile mit dem Gut Kleinaga zusammengelegte Gut Großaga zu einer Musterwirtschaft der Saatzucht und Viehwirtschaft. Von 1945 bis 1990 als Volkseigenes Gut (VEG) geführt, werden ihm dito hohe staatliche Auszeichnungen der DDR zuteil. Neben dem Gut hatten sich über die Jahrhunderte auch etliche weitere große Höfe etabliert; sie werden zu DDR-Zeiten als LPG zusammengefasst.
Am 1. Juli 1950 bildeten Großaga, Kleinaga, Lessen, Reichenbach und Seligenstädt die neue Gemeinde Aga, die am 1. April 1994 nach Gera eingemeindet wurde.
Seit der Reprivatisierung ab 1990 gibt es zwei große Agrarbetriebe, die in und um Großaga auf eigenen und auf reprivatisierten Pachtflächen Landwirtschaft betreiben. Manche Hofstellen sind mittlerweile mit viel Gespür renoviert worden, andere abgerissen oder dem Verfall preisgegeben.

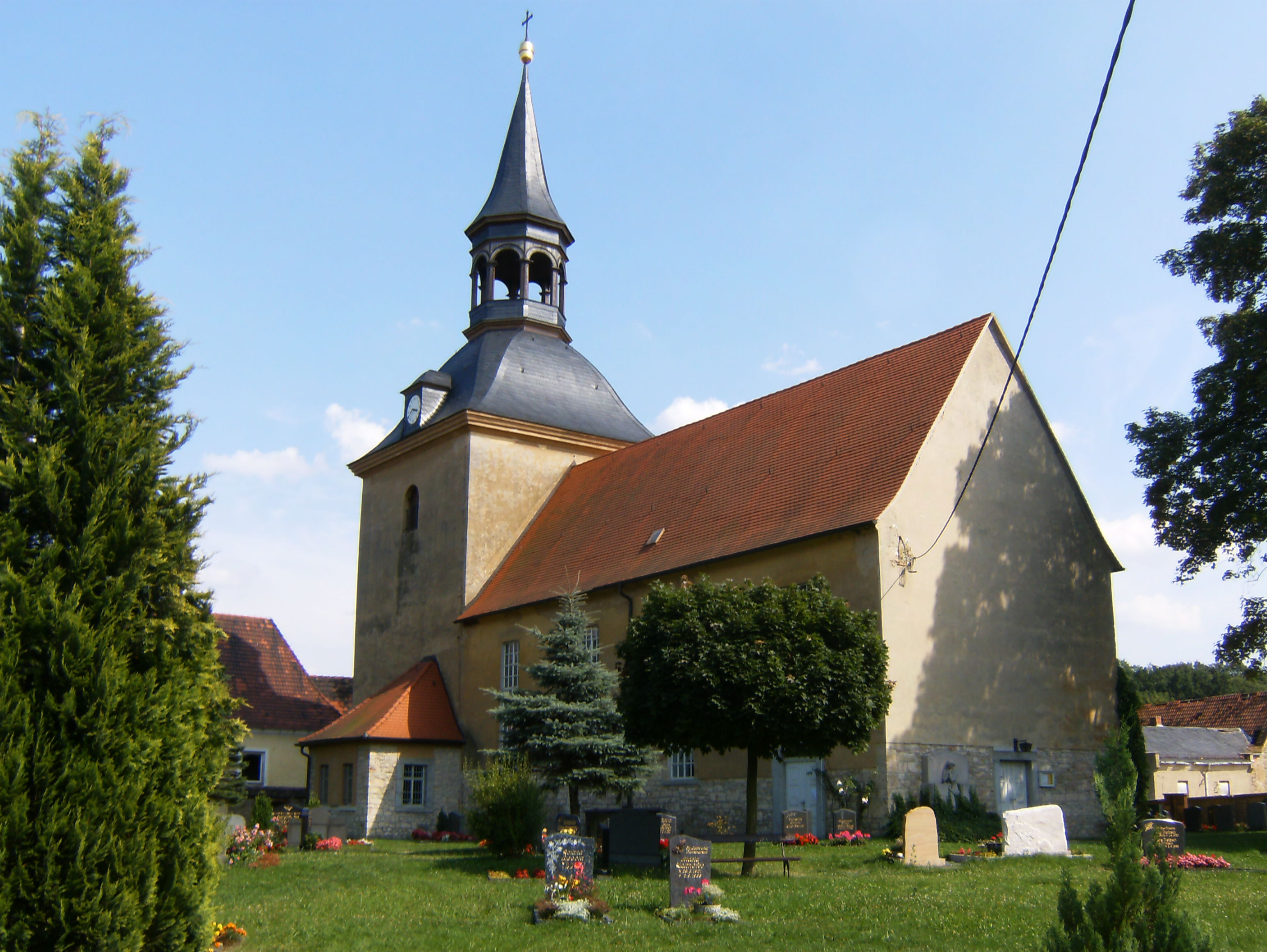
Kirche aus dem 13. Jahrhundert

## Sehenswürdigkeiten
Kirche. – Auf einen Bau aus dem 13. Jahrhundert zurückgehend wurde die Kirche über die Jahrhunderte immer wieder erheblich verändert. Die Bekrönung des Turmes mit Schweifkuppel und Spitzhelm stammt aus dem 19. Jahrhundert, eine letzte größere Innensanierung erfolgte 1966/1967.

## Politik
Großaga mit Kleinaga, Seligenstädt, Reichenbach und Lessen ist seit dem 1. April 1994 zur Stadt Gera eingemeindet. Seitdem bilden die Orte zusammen den Ortsteil Aga der Stadt Gera mit eigener Ortschaftsverfassung und Ortsteilrat (bis II/2009 Ortschaftsrat). Ortsteilbürgermeister ist seit 1994 Bernd Müller (CDU).

## Entwicklung der Einwohnerzahl

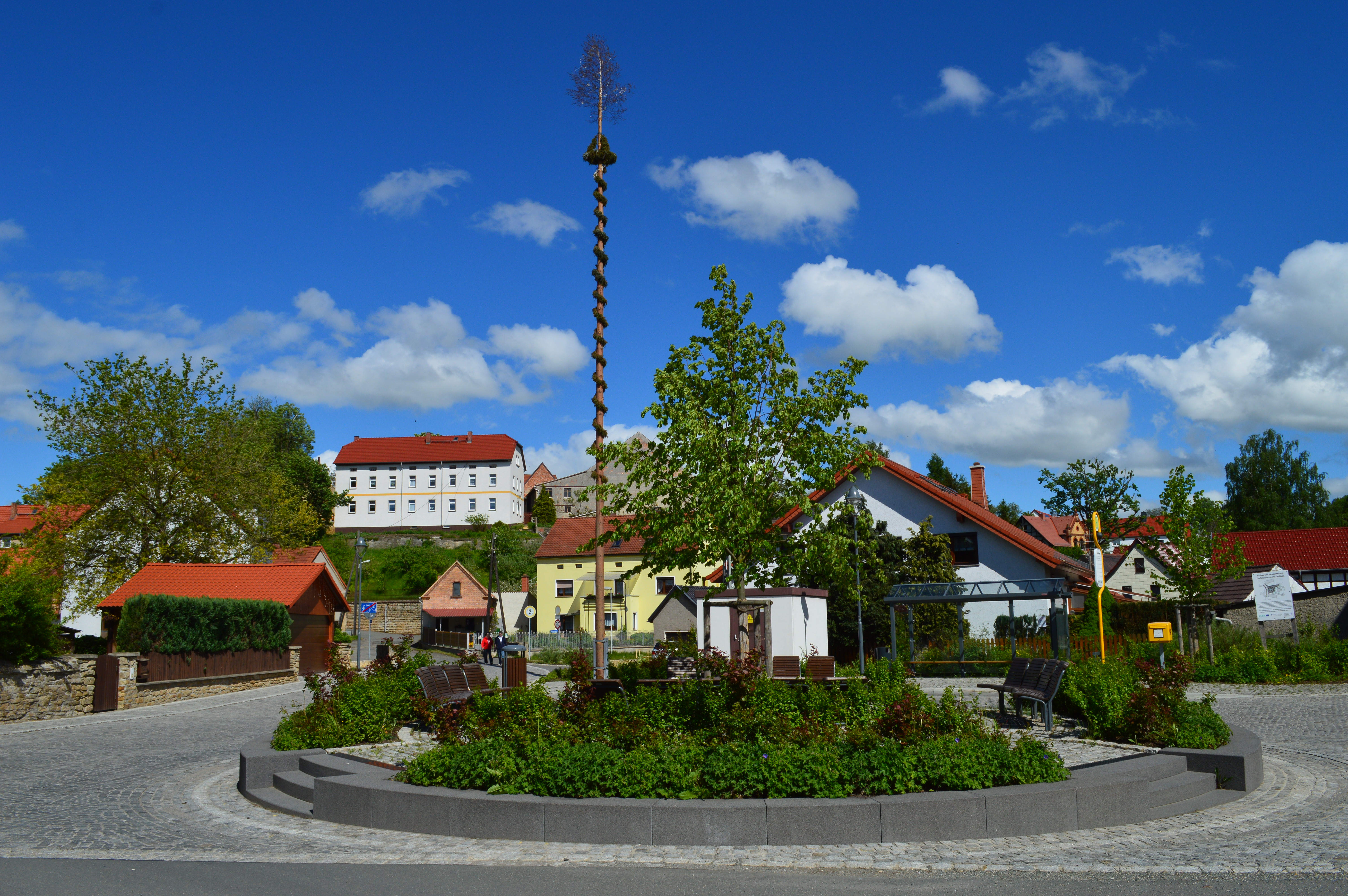
Dorfplatz

| Jahr      | 1827 | 1864 | 1939 | 2002 | 2009 |
| Einwohner | 457  | 788  | 783  | 434  | 424  |

## Verkehr
Der Ort ist nördlich der Bundesautobahn 4 gelegen und über die nahegelegene Bundesstraße 2 zu erreichen.
Im ÖPNV ist Großaga über die Buslinie 228 der RVG Regionalverkehr Gera/Land im Stundentakt an Gera angebunden. Nächstgelegener Bahnhof ist Gera-Langenberg.

## Kultur
Die schon 1872 bestehende Schützengesellschaft erfuhr 1997 eine Neugründung als Schützengesellschaft Großaga e. V.; jährliche Schützenfeste knüpfen wieder an die alte Tradition an.
Seit 1951 gibt es eine Schalmeienkapelle, die weithin bekannt ist.
Traditioneller Höhepunkt des Jahres ist das Maibaumsetzen.
Seit 1880 besteht zudem ein Rassegeflügelzuchtverein, seit 1998 der Heimatverein Aga e. V.

## Sport
Basierend auf der 1949 gegründeten BSG Aga bzw. der BSG Traktor Aga von 1952 konstituierte sich 1993 der SV Aga e. V. mit den Abteilungen Fußball, Volleyball, Tischtennis, Kampfsport, Gymnastik und Frauenfußball.
Der 1952 errichtete Sportplatz, mittlerweile um Tennisplätze erweitert, liegt auf halbem Weg zwischen Großaga und Kleinaga und hat ein kombiniertes Sportvereins- und Feuerwehrhaus.

## Bildung
Die nächstgelegene Kindereinrichtung ist die
- Kindertagesstätte „Grashüpfer“  Reichenbacher Straße in Kleinaga.

Zuständige Grundschule ist die
- Staatliche Grundschule „Astrid Lindgren“  in Gera-Langenberg

Nächstgelegene Regelschule ist die
- Staatliche Regelschule 12 in Bieblach-Ost.